# Christiaan Varenhorst
Christiaan Varenhorst (Valthermond, 6 mei 1990) is een Nederlands beachvolleyballer.

## Carrière
Varenhorst, een zoon van Ronald en Hanny Varenhorst, werd geboren in Valthermond en begon te volleyballen bij Sportvereniging DEKO, daarna bij VC Action. Daarvoor speelde hij kort voetbal, tennis en judo. In de zaal speelde hij ook voor Emmen'95 en Lycurgus.
Toen Varenhorst begon met beachvolleybal vormde hij een duo met Alexander Brouwer. In 2010 werd Jon Stiekema zijn partner. Varenhorst nam toen voor het eerst deel aan internationale toernooien. Sinds augustus 2014 vormt Varenhorst een duo met Reinder Nummerdor, nadat diens partner Richard Schuil was gestopt. Varenhorst verloor in 2015 met Nummerdor de finale van het WK na zelf vijf matchpoints te hebben gehad. Varenhorst bereikte op de Olympische Spelen 2016, samen met zijn partner Nummerdor, de kwartfinale van het beachvolleybaltoernooi. Ze werden uitgeschakeld door het eveneens Nederlandse duo Brouwer/Meeuwsen. Op het WK van 2017 bereikte Varenhorst met zijn nieuwe partner Maarten van Garderen de vierde plaats.